# Graphical Kernel System
The Graphical Kernel System (GKS) was the first ISO standard for low-level computer graphics, introduced in 1977.
（→グラフィックカーネルシステム(日本語: グラフィクス中核系、英: Graphical Kernel System、以下GKS)は、1977年に低水準のコンピューターグラフィックスとして初めて国際標準化機構のISO標準規格に取り入れられる討議が開始された中核システムである。）そして1982年に規格草案がまとめられ、1985年にISO 7942として国際規格が発行された。
日本においては1990年に、JIS X 4201-1990 『グラフィクス中核系』としてGKSの規格が制定された。

## 概要
GKS provides a set of drawing features for two-dimensional vector graphics suitable for charting and similar duties.
（→GKSでは、図表を描画するような用途に適した、2次元のベクタグラフィックスを描画する機能のセットを提供する。）
The calls are designed to be portable across different programming languages, graphics devices and hardware, so that applications written to use GKS will be readily portable to many platforms and devices.
（→システムコールは、GKSを用いるように記述されたアプリケーションが、多くのプラットフォームのデバイスで利用できるように、さまざまなプログラミング言語およびグラフィックスデバイスのハードウェア間で容易に移植できるように設計されている。）
GKS was fairly common on computer workstations in the 1980s and early 1990s, and formed the basis of Digital Research's GSX and GEM products; the latter was common on the Atari ST and was occasionally seen on PCs particularly in conjunction with Ventura Publisher.
（→GKSは、1980年代と1990年代初めのコンピューター・ワークステーション上ではかなり一般的であり、デジタルリサーチのGSXとGEM製品の基礎を形成したほか、Atari STおよび特にヴェントゥーラ・パブリッシャーと時折連携したPCなどの例があることで一般的であった。）
It was little used outside these markets and is essentially obsolete today except insofar as it is the underlying API defining the Computer Graphics Metafile.
（→GKSがコンピューターグラフィックのメタファイルを定義する基盤となるAPIである事実を除くと、今となっては、これらの市場の外で使用される程度となって実質的に廃止とみなされている。）
A descendant of GKS was PHIGS.
（→PHIGSはGKSに由来するものであった。）
A main developer and promoter of the GKS was José Luis Encarnação, formerly director of the Fraunhofer Institute for Computer Graphics (IGD) in Darmstadt, Germany.
（→GKSのメイン開発者とプロモーターは、ドイツのダルムシュタットにあるフラウンホーファー研究所(IGD)において、以前コンピューターグラフィックス研究のディレクターを努めたホセ・ルイス・エンカルナサンだった。）

## GKS-3D
GKS-3Dは、2次元座標データを扱う従来のGKSを拡張して、3次元座標データーを扱えるようにした規格で、1988年に規定された。拡張によって、隠線や隠面の消去処理など3次元コンピュータグラフィックス特有の機能を処理することが可能となった。GKS-3Dは、GKSの上位互換の仕様となっており、GKSを用いるように記述されたプログラムをGKS-3Dで動作させることが可能である。

## 標準規格
GKS has been standardized in the following documents:
（→GKSには、以下の標準規格がある：）

- ANSI standard ANSI X3.124 of 1985.
- ISO standard ISO/IEC 7942, first part of 1985, parts 2-4 of 1997-99.
- The language bindings are ISO standard ISO 8651.
- GKS-3D (Graphical Kernel System for Three Dimensions) functional definition is ISO standard ISO 8805, and the corresponding C bindings are ISO 8806.

The functionality of GKS is wrapped up as a data model standard in the STEP standard, section ISO 10303-46.
（→GKSの機能は、ISO10303 STEP標準の46節において、データ·モデルの標準として完成された。）

## 関連書籍
- Hopgood, F.R.A. 著、吉川 弘之 訳『コンピュータ・グラフィックス 基本ソフトウェア GKS』啓学出版、1985年。ISBN 476650237X。
- ルシア・マッケイ 著、松本 真理 訳『GKS入門』ノバグラフィックスジャパン、1986年。ISBN 4320097033。
- 鈴木陽一『はじめて学ぶGKS―国際標準コンピュータグラフィックスことはじめ』共立出版、1991年。ISBN 4320025652。